# Evangelický kostel (Miroslav)
Kostel Českobratrské církve evangelické v Miroslavi je toleranční evangelický kostel z roku 1846. Leží na jihozápadě města, na zahradě fary na Husově ulici (směrem na Hostěradice).

## Historie
Eklektický sálový kostel byl vybudován roku 1846. Na jižní straně kostela byl v roce 1901 přistavěn menší sál zvaný „Kruh“. V roce 1935 kostel prošel generální opravou a byla do něj zavedena elektřina, fasáda byla opravena v roce 1956 a znovu v roce 1995.

## Interiér
Varhany jsou z roku 1963, rekonstruovány byly v roce 2000. V roce 1974 bylo vybudováno elektrické vytápění.
Interiér kostela je od roku 1976 vymalován podle návrhu faráře a výtvarníka Jiřího Zejfarta. Nad kazatelnou je znázorněno podobenství o rozsévači (Mt 13, 3–23 (Kral, ČEP)).